# 丹老縣
丹老縣，又譯墨吉縣，為緬甸德林達依省轄下的縣，其區域面積為18,121.0平方公里，2014年人口693,087人。該縣下辖4個鎮區。丹老為該縣之首府。

## 行政区划
丹老县下辖4镇区：
- 丹老鎮區（Myeik Township）
- 甘茂鎮區（Kyunsu Township）
- 巴洛鎮區（Palaw Township）
- 德林達依鎮區（Taninthayi Township）